# Тело постоянной ширины
Тело постоянной ширины ― выпуклое тело, ортогональная проекция которого на любую прямую является отрезком постоянной длины. Длина этого отрезка называется шириной данного тела. Простейшим примером тела постоянной ширины является шар. Но кроме шара, существует бесконечно много других (не обязательно гладких) тел постоянной ширины — например, тело, поверхность которого получена путём вращения треугольника Рёло вокруг одной из его осей симметрии.

## Свойства
- Класс тел постоянной ширины совпадает с классом выпуклых тел постоянного охвата, для которых границы ортогональных проекций на всевозможные плоскости имеют совпадающие длины.

## Открытые проблемы
- Неизвестно, какое тело постоянной ширины имеет наименьший объём (гипотеза Боннесена — Фенхеля).[1][2][3]
- Почти ничего не известно про асимптотику наименьшего объёма тел ширины 1 при размерности стремящейся к бесконечности.[4]

## Вариации и обобщения
- Тело называется ротором многогранника K если оно может свободно вращаться в K касаясь всех его граней коразмерности 1. Например, любое тело постоянной ширины является ротором куба.
  - Любой многогранник у которого существует ротор является описанным.
  - Правильные многогранники имеют нетривиальные роторы, то есть отличные от шара.[5][6]

## Замечание
Вопреки распространённому утверждению, тетраэдр Рёло не является телом постоянной ширины.